# Irving Baxter
Irving Knott Baxter, detto Irv (Utica, 25 marzo 1876 – 13 giugno 1957), è stato un altista, astista, lunghista e triplista statunitense.
È stato l'unico atleta in grado di vincere il salto in alto e il salto con l'asta in una sola Olimpiade.
Baxter dimostrò presto le sue doti in entrambe le specialità. Nel 1899, a ventitré anni, diventò campione statunitense di salto con l'asta e campione universitario di salto in alto.

## Biografia
Alle Olimpiadi di Parigi del 1900 gareggiò in varie specialità, dando prova di grande versatilità. Nei salti da fermo (in alto, in lungo e triplo) si dovette accontentare del secondo posto, dietro a Ray Ewry, il più grande saltatore da fermo di tutti i tempi. Vinse invece le prove di salto in alto (con rincorsa) e del salto con l'asta. Pare che la partecipazione alla gara dell'asta sia stata improvvisata all'ultimo momento: Baxter aveva appena finito (e vinto) il salto in alto, quando fu chiamato a rimpiazzare uno dei tre atleti che non si erano presentati per la gara con l'asta che stava per cominciare.
Un altro episodio curioso si verificò l'anno dopo, al campionato britannico di atletica leggera. Baxter era lì per gareggiare nel salto in alto. Nell'asta c'era un unico concorrente, così Baxter decise di iscriversi per movimentare un po' la competizione. Però non aveva con sé l'asta, e l'altro atleta non voleva prestargli la sua. Allora l'americano tolse l'asta ad una bandiera, e gareggiò con quella. Alla fine chiusero a pari merito con la stessa misura.
I migliori risultati Baxter li ottenne però nel salto in alto. Fu campione nazionale ininterrottamente dal 1907 al 1910, e di nuovo nel 1912.